# Шамседдін Дауаді
Шамседдін Дауаді (араб. شمس الدين الذوادي, нар. 16 січня 1987, Туніс) — туніський футболіст, захисник клубу «Есперанс».
Виступав, зокрема, за клуби «Хаммам-Ліф» та «Етюаль дю Сахель», а також національну збірну Тунісу.

## Клубна кар'єра
У дорослому футболі дебютував 2009 року виступами за команду клубу «Хаммам-Ліф», в якій провів три сезони, взявши участь у 21 матчі чемпіонату. 
Своєю грою за цю команду привернув увагу представників тренерського штабу клубу «Етюаль дю Сахель», до складу якого приєднався 2012 року. Відіграв за суську команду наступний сезон своєї ігрової кар'єри.
До складу клубу «Есперанс» приєднався 2013 року. Відтоді встиг відіграти за команду зі столиці Тунісу 76 матчів в національному чемпіонаті.

## Виступи за збірну
У 2012 році дебютував в офіційних матчах у складі національної збірної Тунісу. Наразі провів у формі головної команди країни 10 матчів.
У складі збірної був учасником Кубка африканських націй 2013 року у ПАР, Кубка африканських націй 2017 року у Габоні.